# Racek delawarský
Racek delawarský (Larus delawarensis) je středně velký druh racka; od blízce příbuzného racka bouřního (Larus canus) se liší o něco většími rozměry, v dospělosti pak výrazným černým pruhem na zobáku. Mladí ptáci jsou pro laika nerozlišitelní. Hnízdí v Severní Americe (severní Spojené státy, jižní Kanada), zimuje na pobřeží Severní Ameriky od jižní Kanady po Panamu. Pravidelně zaletuje v zimních měsících i do Evropy, nejčastěji je pozorován v Irsku, Velké Británii a Španělsku. Výjimečně zalétl také do České republiky, kde byl dosud zjištěn sedmkrát.

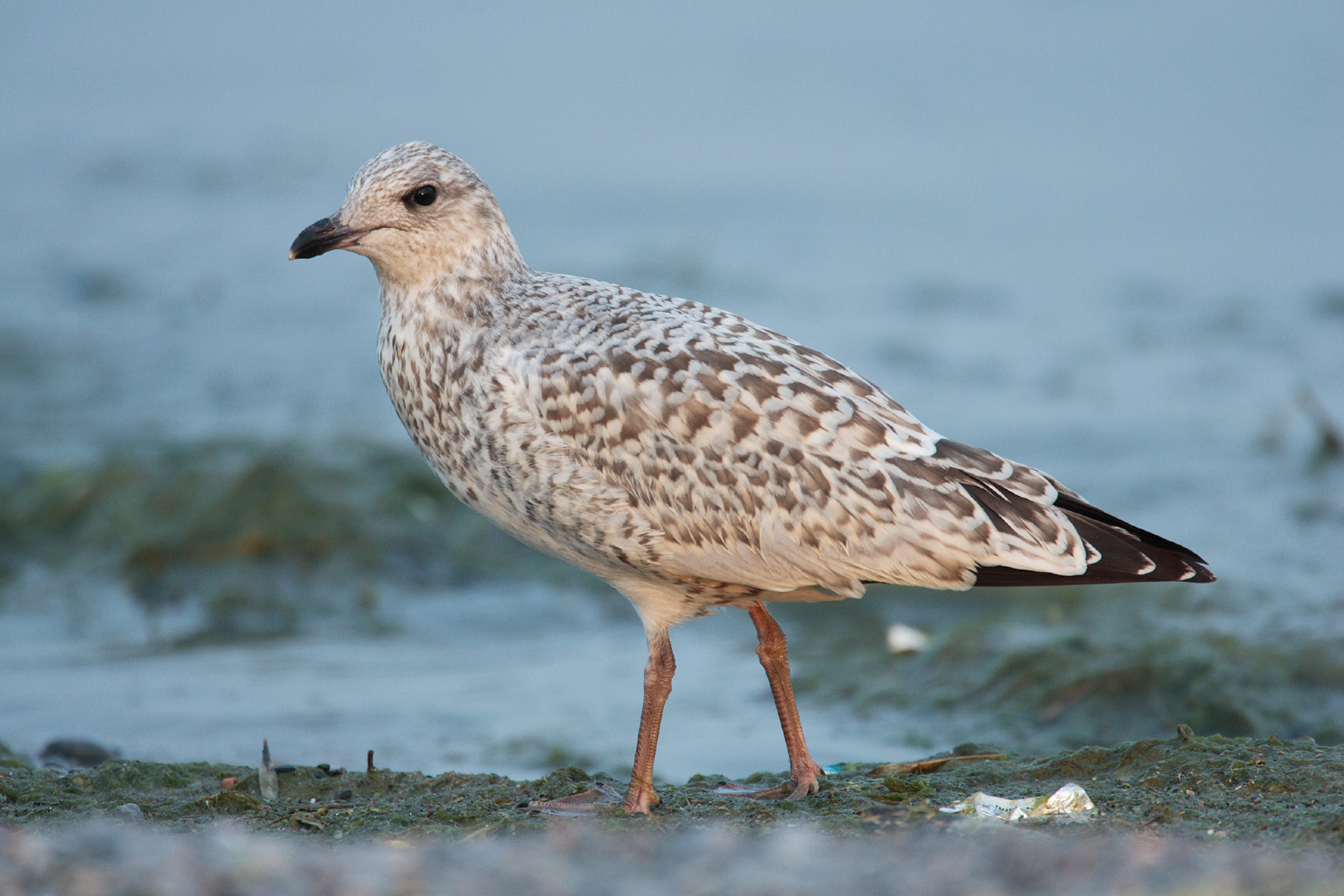
Pták v šatu 1. roku